# Кларен
Кларен (кларен, англ. clarain, нім. Halbglanzkohle f, Clarit m) — літогенетичний тип (літотип) викопного вугілля, блискучий інгредієнт, що макроскопічно розрізнюється.

## Загальна характеристика
Термін «кларен» вказує на дуже тонко розшаровані вугільні шари, потужність яких становить декілька міліметрів (менше 3-10) і блиск яких займає проміжне положення між блиском вітрену і дюрену. Кларен складається з тонких шарів вітрену, дюрену, а іноді також фюзену. При розгляді під мікроскопом знаходять, що кларен може включати вітрит, кларит, дурит, тримацерит і фузит.
У неоднорідному вугіллі кларен утворює смуги різної товщини, іноді складає суцільні пласти вугілля.
Тріщинуватий, крихкий. Колір К. чорний, злам нерівний, текстура смугаста. За фіз. і хім. властивостями при однаковому ступені вуглефікації наближається до вітрену.
У складі К. переважають (понад 75 %) геліфіковані мікрокомпоненти групи вітриніту при зниженому вмісті ліпоїдних (групи лейптиніту) і фюзенізованих (групи інертиніту) мікрокомпонентів.